# David Donohue
David Donohue je irský spisovatel, filmový producent, grafik a autor písní.

## Život
Studoval na umělecké škole ve Waterfordu (studia dokončil roku 1983). Později řadu let působil jako grafik na volné noze. Rovněž se věnoval pedagogické činnosti v tomto oboru – vyučoval na newyorské škole Printing Trade School. V New Yorku rovněž pracoval jako korespondent britských a irských hudebních časopisů Hot Press, NME a Melody Maker. Vedl rozhovory s řadou osobností, mezi něž patří například David Bowie, John Cage a Lou Reed. V roce 1988 produkoval dokumentární film Put More Blood Into the Music zabývající se newyorskou hudební scénou druhé poloviny 80. let (vystupovali zde například členové skupiny Sonic Youth či John Zorn). Později se podílel na filmu Words for the Dying, který sledoval velšského hudebníka a skladatele Johna Calea při práci na stejnojmenném albu. V 90. letech se začal věnovat také psaní písní. Později se rovněž věnoval psaní knih pro děti.